# غورد ميلر
غورد ميلر هو معلق رياضي كندي، ولد في 21 يونيو 1964 في Sundre ‏ في كندا.